# West-Siberië

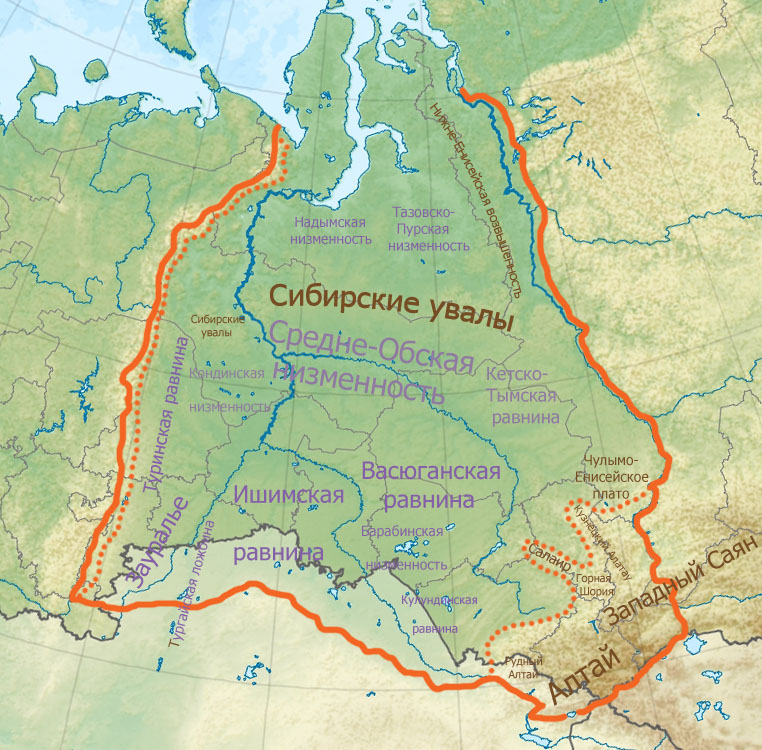
rode lijn: West-Siberië, stippellijn: West-Siberisch Laagland

West-Siberië (Russisch: Западная Сибирь, Zapadnaja Sibir) is een gedeelte van Siberië gelokaliseerd tussen de Oeral en de stroomgebieden van de Ob en de Irtysj.
Het gebied omvat de volgende bestuurlijke gebieden:  Chanto-Mansië, Jamalië, de oblasten Kemerovo, Novosibirsk, Omsk, Tomsk, Tjoemen en gedeelten van de oblast Koergan, de oblast Tsjeljabinsk, de oblast Sverdlovsk, de republiek Altaj en de kraj Krasnojarsk.
De grootste steden van het gebied zijn Novosibirsk, Omsk, Tjoemen, Kemerovo, Barnaoel en Tomsk.